# Waschhaus (Boisdon)

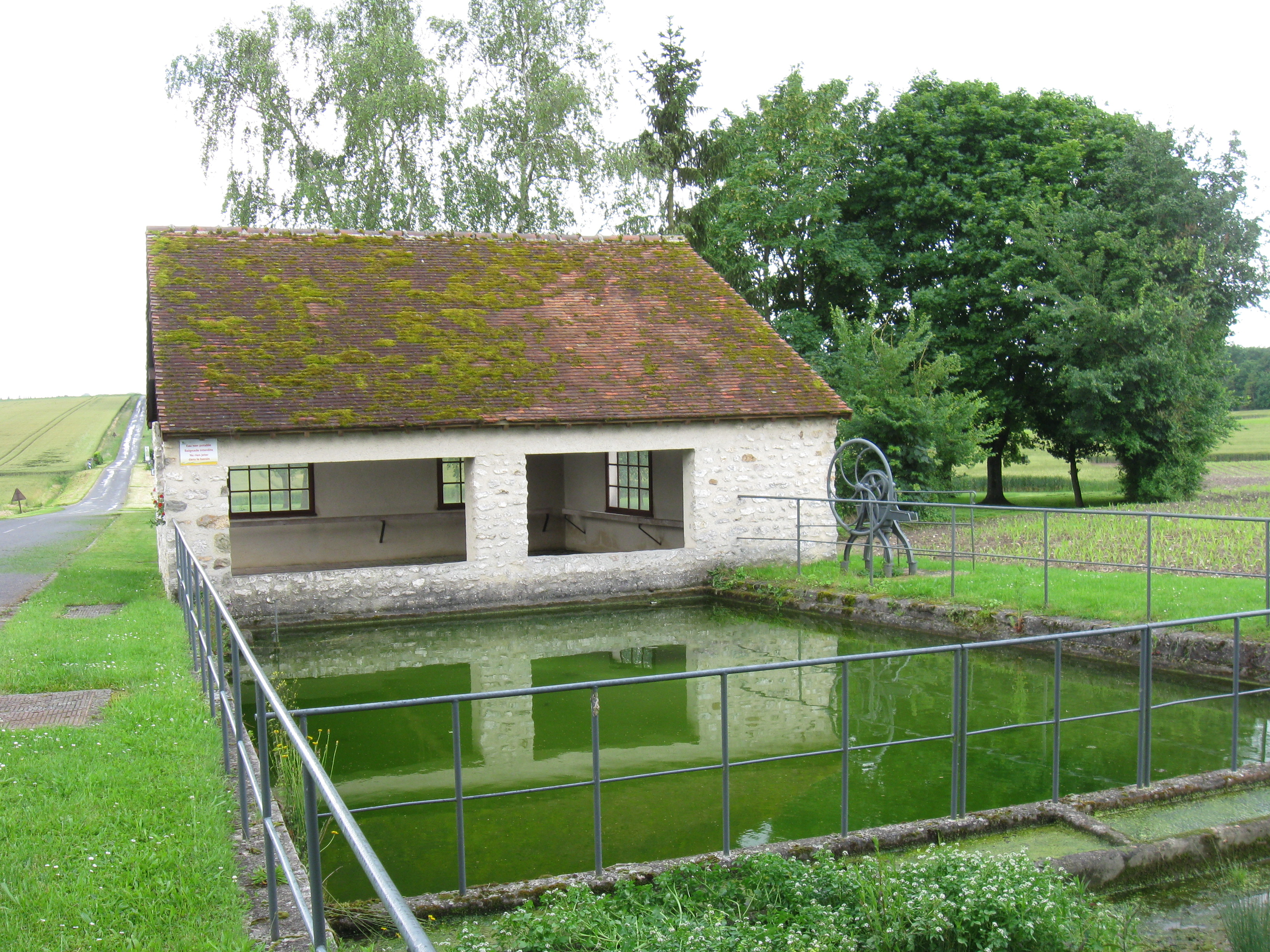
Waschhaus in Boisdon

Das öffentliche Waschhaus (französisch lavoir) in Boisdon, einer französischen Gemeinde im Département Seine-et-Marne in der Region Île-de-France, wurde im 19. Jahrhundert errichtet.  
Das rechteckige Waschhaus aus Bruchsteinmauerwerk besitzt an allen Seiten große Öffnungen und wird von einem Satteldach gedeckt. Im und vor dem Waschhaus gibt es jeweils ein Wasserbecken, die vom selben Brunnen gespeist werden. 
Das Gebäude in der Rue du Lavoir wurde Anfang der 2000er Jahre renoviert.